# Zones humides de Moliets, la Prade et Moisans
Zones humides de Moliets, la Prade et Moisans este o arie protejată (sit de importanță comunitară — SCI) din Franța întinsă pe o suprafață de 100 ha, integral pe uscat.

## Localizare
Centrul sitului Zones humides de Moliets, la Prade et Moisans este situat la coordonatele 43°49′38″N 1°22′32″W / 43.82722°N 1.37556°V.

## Înființare
Situl Zones humides de Moliets, la Prade et Moisans a fost declarat arie specială de conservare în baza directivei 92/43 din 1992 referitoare la conservarea habitatelor naturale și a faunei și florei sălbatice pentru a proteja 3 specii de animale.

## Biodiversitate
Situată în ecoregiunea atlantică, aria protejată conține 4 habitate naturale: Liziere de ierburi înalte hidrofile de câmpie și de nivel montan până la alpin, Păduri aluvionare cu Alnus glutinosa și Fraxinus excelsior (Alno-Padion, Alnion incanae, Salicion albae), Lacuri eutrofice naturale cu vegetație de tip Magnopotamion sau Hydrocharition, Pajiști umede atlantice temperate cu Erica ciliaris și Erica tetralix.
La baza desemnării sitului se află mai multe specii protejate:
- mamifere (2): vidră de râu (Lutra lutra), nurcă (Mustela lutreola)
- nevertebrate (1): Oxygastra curtisii